# Криптоанархизам
Криптоанархизам (или крипто-анархија) је форма анархије која се остварује путем рачунарске технологије. Крипто-анархисти користе такозване криптографске софтвере да би остали анонимни и заштићени приликом слања и примања различитих података путем рачунарских мрежа, са намером да сачувају сопствену приватност, као и политичку слободу и економску слободу.
Као последица коришћења криптографских софтвера, веза између правог идентитета неког корисника или организације и псеудонима који користе је тежа за разоткрити, осим уколико корисник лично не укаже на везу. На овај начин, тешко је одредити чији закони ће бити занемарени, па чак и локација саучесника би могла бити непозната. Међутим, теоретски је могуће да учесници својевољно створе нове законе уз помоћ паметних уговора, или преко онлајн угледа, уколико је корисник под псеудонимом.

## Порекло
Тимоти Ц. Меј је 1988 у свом “Манифесту Крипто-Анархиста” увео основе крипто-анархизма, шифроване размене које гарантују потпуну анонимност, потпуну слободу говора, и потпуну слободу трговине – уз предвидиво неслагање с концептом државе. 

## Терминологија
„Крипто” потиче од старогрчке речи “κρυπτός” (kruptós), што значи „сакривено“ или „тајно“. Крипто-Анархизам се односи на анархистичку политику, заснованој на криптографским методамa, односно сакривена анархија.

## Мотиви
Један од мотива крипто-анархиста је одбрана од шпијунаже комуникација на рачунарским мрежама. Крипто-анархисти желе да спрече Владу у коришћењу различитих средстава масовне шпијунаже као што су „PRISM“, „Tempora”, „Data retention”, „NSA warrantless surveillance controversy”, „Room 641A, the „FRA”, итд. Крипто-анархисти сматрају криптографијом правом одбраном за овакве проблеме, а не политичке поступке.
Други интерес је избегавање цензуре, поготово оне на Интернету, на бази права на слободу изражавања. Програми који крипто-анархисти користе умеју да омогуће објаве и открића информација са Интернета или других рачунарских мрежа, потпуно анонимно. На пример, “Tor”, “I2P”, “Freenet”, као и многе друге сличне мреже омогућавају постојање анонимних „сакривених“ страница којима могу приступити само корисници ових програма, док програми као „Bitmessage” пружају могућност анонимних размена налик и-мејлу.
Ово помаже људима који се баве разоткривањем илегалних радњи, као и ширењу информација опозиције у земљама са диктаторским режимима.
Трећи разлог је стварање и учешће у против-економији, што подразумева развој одговарајућих алтернатива за банке, као и развитак алтернативних финансијских система који нуде кориснику више могућности да већу приватност и анонимност. Криптовалуте као
„Bitcoin” и службе као „Silk Road” и „Black Market Reloaded” учиниле су размену добара и услуга без превеликог утицаја закона могућим. Ово су примери централизованих, а самим тим и рањивих „пијаца“. Такође, онлајн новчаници које користи Bitcoin су такође централизовани и рањиви. Децентрализоване и подељене пијаце и валуте су теже да налажење од стране закона и могу пружити повећану сигурност корисницима. Пример овакве пијаце је „OpenBazaar”.
Технички изазов у стварању и одржавању оваквих криптографских система је изузетан, што привлачи програмере да се придруже оваквим пројектима. 

## Криптографија и право
Крипто-анархисти инсистирају да без мера заштита порука, личних података, и приватност генерално би били изузетно оштећени. Забранити криптографију је еквивалентно уклањању тајних размена. Према њима, само драконске државе би искористиле криптографију за криминал. У неким државама је и сада илегално користити криптографију док у другим су просто ограничени корисници. Становници Уједињеног Краљевства морају да затраже од надлежних кључеве за дешифровање сопствених система. Уколико то не учине, казна може бити и до две године затвора.
Ова процедура може бити прескочена преко аутоматске обнове кључа преко осигураних извора који стварају нове приватне и јавне кључеве у кратком временском року. Након обнове, стари кључеви се могу избрисати, уклањајући могућност коришћења старих кључева као и њихову предају другим лицима. Технологија која дозвољава обнову кључева има много, а неке су : криптографија јавних кључева, хардвер ПРНГ, савршена проследба тајни и опортунистичко шифровање. Многе апликације на модерним мобилним телефонима користе овакво шифровање. Једини начин да се уклони ова врста шифровања јесте потпуна забрана (оваква забрана могућа је само у тоталитарним владама, иначе ће уследити масовна инвазија приватности), или да се ограниче њене користи (технолошким путем или путем закона). Оваква ограничења могу пружити потешкоће и ризичне за кориснике те криптографске технологије што би ограничило и спречило њено ширење. Углавном је ипак опасност од закона та која ограничава кориснике и пролиферацију технологије, а не сама технологија и начин на који се она користи.
Крипто-анархизам је идеологија која тежи стварању и расподели информацијске инфраструктуре која по дизајну не дозвољава разоткривање тајних размена појединаца упркос покушајима ауторитета.

## Прихватљиво порицање
Крипто-анархизам се у великој мери заснива на прихватљивом порицању да би избегао цензуру.

Крипто-анархисти стварају ову заштиту тако што шаљу шифроване поруке на прокси сервере рачунарских мрежа. Уз те поруке иде и гомила информација, а порука је заштићена шифрама створених од стране прокси сервера и од стране јавних кључева. Сваки информациони чвор може да дешифрује део поруке за који је задужен, и преузме информације које се тичу тог чвора. У преводу, чвор који шаље има парњака, чвор који преузима информације. То носи последицу која може проузроковати потешкоће информационим чворовима да уопште знају шта садрже или са киме комуницирају. Остали учесници могу сакрити своје идентитете преко дигиталних потписа, или слично, Ко је започео размену података и коме су они намењени сматра се недокучивим, осим уколико сами учесници не открију себе.
Учинити протоколе комуникације анонимним отежава откриће идентитета одређеног псеудонима или службе. Пошто су суђења без пороте махом илегална, тешко је зауставити потенцијална кривична дела на мрежама без јаких забрана на криптографију.
Порециво шифровање и анонимност мрежа може се искористити као начин да се избегне откриће приликом размене илегалних или осетљивих података које корисници не би делили без заштите свог идентитета. Подаци могу бити било шта од пропаганде, разоткривање информација, дрога, илегална порнографија, политични садржај, анонимне трансакције итд.

## Анонимно трговање
На овим мрежама постоје, анонимне банке и електронски новац који се издаје приватно и коме је не могуће ући у траг. У прошлости, овакве послове обављале су само централизоване организације. „Дигитални Монетарни Фонд“ и „Yodelbank” су само неки од анонимних банака које су касније угашене од стране својих стваралаца. “Ukash” је мрежа која ради са електронским новцем, где се 500£ или €750 може заменити код њих за њихов ваучер од деветнаест цифара на неким од радних станица и платних промета.
„Bitcoin” је монета створена и осигурана од стране мреже које чине корисници једнаких вредности и који бележе све трансакције у систему које могу да се употребе у крипто-анархистичке сврхе. Сама идеја bitcoina потиче заправо из Манифеста Крипто Анархије. Постоје алтернативе за bitcoin, које такође имају заштите против претраге. Неке од алтернатива представљају као платформе за децентрализоване аутономне организације.
„Silk Road” је била прва анонимна крипто-пијаца. Заснивала се на мрежи „Tor” и све трансакције се била преко bitcoina. FBI је угасио пословање пијаце 2013. године. Silkroad је брзо замењен другим крипто-пијацама и данас има више њих које послују раме уз раме.
OpenBazaar је слободан пројекат стварања електричних трансакција у потпуно децентрализованим пијацама. Користи bitcoin и инспирисана је пројектом по имену DarkMarket.
Анонимна трговина је погодна за информацијске услуге које се могу обавити преко интернета. Теже је одржати анонимност када се ради о физичким производима јер је потребно крочити у физички свет: Продавац мора да зна где шаље производ у физичком свету. Пошто није могуће ући у траг новцу на интернету, могуће је избећи неке законе, који се ослањају на идентитетима правих личности. Тако рецимо, порез на добит за услуге на интернету које нуди крипто-анархистичка мрежа могу се избећи јер влада не зна идентитет пружаоца услуге.
„Кладионица Смрти” (Assassination Market) је пијаца заснована на Toru којом управља само прозвани крипто-анархиста под псеудонимом Kuwabatake Sanjuro.
У „The Cyphernomicon” документарцу, Тимоти Меј објашњава да је крипто-анархизам форма анархо-капитализма: „Шта ће произаћи из овога није сигурно, али мислим да ће бити форма анархо-капиталистичке пијаце који зовем „крипто-анархија“:
У истом документарцу спомиње се дефиниција крипто-анархизма, када Меј каже:
Неки од нас верују да ће различити облици криптографије проузроковати слабљење моћи државе, па чак и изненадни распад неких. Верујемо да ће проширење на сајберспејс, са заштићеним комуникацијама, дигиталним новцем, анонимношћу и псеудонимношћу и уз помоћ осталих крипто-контролисаних интеракцијама, довести до промене саме природе економије и друштва.
Владама ће бити теже да наплаћују порез, управљају појединцима и организацијама (ситним ако било шта друго) и генерално манипулишу становништвом када уопште не знају на којем континенту ти становници живе!